# 分子置換
分子置換（ぶんしちかん、英: molecular replacement、略称: MR）は、X線結晶構造解析における位相問題を解決する手法である。MRは、回折データの元となる未知の構造に類似した、既に構造が解かれたタンパク質構造が存在することを前提とする。このような構造は、相同性のあるタンパク質であったり、同じタンパク質の低分解能NMR構造であったりする。
結晶学者の最初の目標は、電子密度マップを得ることである。密度と回折波の関係は以下の通りである。
{\displaystyle \rho (x,y,z)={\frac {1}{V}}\sum _{h}\sum _{k}\sum _{l}|F_{hkl}|\exp(2\pi i(hx+ky+lz)+i\Phi (hkl))}
通常の検出器では、強度{\displaystyle I=F\cdot F^{*}}を測定しているので、位相に関する情報（{\displaystyle \Phi }）はすべて失われてしまう。そして、位相（{\displaystyle \Phi }）がなければ、X線結晶構造解析の実験データ（逆格子空間）と、原子モデルが組み込まれている実空間の電子密度との間の示されたフーリエ変換が完成しないことになる。MRは、既知の構造の中で最も実験強度にフィットするモデルを見つけようとする。

## パターソンマップに基づく分子置換の原理
我々は強度のパターソンマップを導き出すことができる。これは、構造因子の振幅を2乗し、すべての位相をゼロにして作成した原子間ベクトルマップである。このベクトルマップには、他のすべての原子に関連する各原子のピークが含まれており、0,0,0に大きなピークがあり、ここでは原子自身に関連するベクトルが「積み重なる」ことになる。このようなマップは、高解像度の構造情報を得るにはあまりにもノイズが多すぎる。しかし、未知の構造から得られたデータと、過去に解かれた同種の構造から得られたデータに対して、単位胞内の正しい方向と位置でパターソンマップを作成すると、2つのパターソンマップは密接に相関するはずである。この原理がMRの核心であり、未知の分子の単位胞内での向きや位置に関する情報を推論することができる。
歴史的に計算能力に限界があったため、MRの探索は通常、回転と並進の2つの段階に分けて行われる。

### 回転関数
回転関数では、未知のパターソンマップを、既知のホモログ構造から得られた異なる方向のパターソンマップと比較する。歴史的にはR因子と相関係数のいずれか一方または両方が回転関数のスコアに使用されていたが、最近のプログラムでは最尤法ベースのアルゴリズムが使用されている。2つの構造（既知および未知）が類似した配向にある場合、最も高い相関関係（したがってスコア）が得られる。この相関関係は、オイラー角または球面極角で出力できる。

### 並進関数
並進機能では，正しく配向された既知のモデルを，非対称ユニット内の正しい座標に並進させることで，正しく配置することができる．これは、モデルを移動させ、新しいパターソンマップを計算し、それを未知のパターソンマップと比較することで達成される。このような力まかせ探索は計算コストが高いため、現在では高速な並進関数が一般的に使用されている。相関性の高い位置は直交座標系で出力される。

## De novo予測構造の分子置換への利用
De novoタンパク質構造予測の向上に伴い、MR-Rosetta、QUARK、AWSEM-Suite、I-TASSER-MRなどの多くのプロトコルが、分子置換による位相問題の解決に有用なネイティブに近いデコイ構造を大量に生成することができるようになった。

## 次の段階
この後、正しく方向づけられ、並進された位相モデルができ、そこから電子密度マップを導き出すのに十分な精度の位相を導き出すことができるはずである。このモデルを使って、未知の構造の原子モデルを構築し、改良することができる。